# Erzbistum Villavicencio
Das Erzbistum Villavicencio (lat.: Archidioecesis Villavicentiensis, span.: Arquidiócesis de Villavicencio) ist eine in Kolumbien gelegene römisch-katholische Erzdiözese mit Sitz in Villavicencio. 

## Geschichte

Wappen des Erzbistums Villavicencio

Das Erzbistum Villavicencio wurde am 23. Juni 1903 durch Papst Leo XIII. mit der Apostolischen Konstitution Cum perplures aus Gebietsabtretungen des Erzbistums Bogotá als Territorialprälatur Intendencias Orientales errichtet. Die Territorialprälatur Intendencias Orientales wurde dem Erzbistum Bogotá als Suffragan unterstellt. Am 16. März 1908 wurde die Territorialprälatur Intendencias Orientales durch Papst Pius X. zum Apostolischen Vikariat erhoben und in Apostolisches Vikariat Los Llanos de San Martín umbenannt. Das Apostolische Vikariat Los Llanos de San Martín gab am 9. Juni 1949 Teile seines Territoriums zur Gründung der Apostolischen Präfektur Mitú ab. Am 9. Juni 1949 wurde das Apostolische Vikariat Los Llanos de San Martín in Apostolisches Vikariat Villavicencio umbenannt. Das Apostolische Vikariat Villavicencio gab am 16. Januar 1964 Teile seines Territoriums zur Gründung der Apostolischen Präfektur Ariari ab.
Am 11. Februar 1964 wurde das Apostolische Vikariat Villavicencio durch Papst Paul VI. mit der Apostolischen Konstitution Universae regimen zum Bistum erhoben. Das Bistum Villavicencio wurde am 3. Juli 2004 durch Papst Johannes Paul II. mit der Apostolischen Konstitution Ad totius dominici zum Erzbistum erhoben.

## Ordinarien

### Apostolische Vikare von Los Llanos de San Martín
- Joseph-Marie-Désiré Guiot SMM, 1908–1939
- Frans Joseph Bruls Canisius SMM, 1939–1949

### Apostolische Vikare von Villavicencio
- Frans Joseph Bruls Canisius SMM, 1949–1964

### Bischöfe von Villavicencio
- Frans Joseph Bruls Canisius SMM, 1964–1969
- Gregorio Garavito Jiménez SMM, 1969–1994
- Alfonso Cabezas Aristizábal CM, 1994–2001
- Octavio Ruiz Arenas, 2002–2004

### Erzbischöfe von Villavicencio
- Octavio Ruiz Arenas, 2004–2007, dann Vizepräsident der Päpstlichen Kommission für Lateinamerika
- Óscar Urbina Ortega, 2007–2022
- Misael Vacca Ramírez, seit 2022